# Katja Woywood
Katja Woywood (Nyugat-Berlin, NSZK, 1971. május 10. –) német színésznő.

## Élete és pályafutása
Miközben a ZDF stábja forgatott az otthona közelében az Urlaub auf italienisch sorozathoz, felfigyeltek az akkor még 14 éves tehetségre. Nem sokkal később a Der Schatz im Niemandsland ifjúsági filmsorozat szereplőválogatásán megkapta az egyik főszerepet.
Az igazi ismertséget Andrea Fuchs szerepe hozta meg neki A klinika sorozat Rettegésben illetve Vetélytársak részében. A Rettegésben epizód teljes egészében Andrea Fuchs történetéről szól, míg az azt követő Vetélytársak epizódnak csak az első fele. A sorozatban később is szerepet kapott a A klinika – Húsz év múlva című tévéfilmben.
A színművészetet magánórákon, illetve a Berlini Ernst Busch Drámaiskolában tanulta. Főleg sorozatokban és tévéfilmekben szerepel. Játszott már az Álomhajó, a Tetthely és a Derrick néhány epizódjában. Főszereplője volt már Rosamunde Pilcher, valamint Utta Danella regények alapján készült romantikus filmeknek épp úgy, mint az Inga Lindström filmek egyikének is. Viszonylag kevés mozifilmben szerepelt, ezek a Szünidei gyilkosságok, és a Vírusbosszú. 2009 és 2019 között állandó szereplője volt a Cobra 11 sorozatnak, Kim Krügert alakítva.

## Magánélete
1998-ban összeházasodott Marco Girnth német színésszel. Egy fiuk van.

## Filmográfia

### Film
| Év   | Magyar cím            | Eredeti cím                                      | Szerep         | Magyar hang    |
| ---- | --------------------- | ------------------------------------------------ | -------------- | -------------- |
| 2000 | Szünidei gyilkosságok | Flashback - Mörderische Ferien                   | Ella           | Szénási Kata   |
| 2000 | Vírusbosszú           | Contaminated Man                                 | Karin Schiffer | Németh Borbála |
| 2011 |                       | Toni Costa: Kommissar auf Ibiza - Der rote Regen | Karen Delgado  |                |

### Televízió

#### Tévéfilm
| Év   | Magyar cím                                    | Eredeti cím                                    | Szerep               | Magyar hang    |
| ---- | --------------------------------------------- | ---------------------------------------------- | -------------------- | -------------- |
| 1985 |                                               | Ich knüpfte manche zarte Bande                 | ismeretlen szerep    |                |
| 1991 |                                               | Altes Herz wird nochmal jung                   | Erika                |                |
| 1993 |                                               | Schuld war nur der Bossa Nova                  | Elke                 |                |
| 1993 |                                               | Schicksalsspiel                                | Sandra               |                |
| 1994 |                                               | Um jeden Preis                                 | Sabine Tomschläger   |                |
| 1998 | Halálos riport                                | Gehetzt - Der Tod im Sucher                    | DJ Alex              |                |
| 1998 | Motoros tűzjáró                               | Feuerläufer - Der Fluch des Vulkans            | Ida Ferrero          | Tátrai Zita    |
| 1999 |                                               | Verführt - Eine gefährliche Affäre             | Sonia Miebach        |                |
| 1999 | Szerelemben nincs barátság                    | Rivalinnen der Liebe                           | Cassie McGann        |                |
| 2002 |                                               | Sehnsucht nach Sandin                          | Veronika Hitzfeld    |                |
| 2003 |                                               | Traumprinz in Farbe                            | Nina Jansen          |                |
| 2003 |                                               | Das Glück ihres Lebens                         | Melanie              |                |
| 2005 | A Klinika – Húsz év múlva                     | Die Schwarzwaldklinik – Die nächste Generation | Madelaine            | Böhm Anita     |
| 2007 | Palira vett a csajom                          | War ich gut?                                   | Ricarda              | Németh Borbála |
| 2007 |                                               | Beim nächsten Tanz wird alles anders           | Rebecca              |                |
| 2007 |                                               | Das Wunder der Liebe                           | Katarina Andropoulos |                |
| 2008 |                                               | Zoogeflüster – Komm mir nicht ins Gehege!      | Antonia Grewe        |                |
| 2012 | Toni Costa – Ibizai felügyelő: Konyhaművészet | Toni Costa – Kommissar auf Ibiza – Küchenkunst | Karen Delgado        |                |
| 2016 |                                               | Die Truckerin                                  | Martina Opitz        |                |

#### Sorozat
| Év        | Magyar cím                                        | Eredeti cím                                          | Szerep                                                                 | Megjegyzések |
| --------- | ------------------------------------------------- | ---------------------------------------------------- | ---------------------------------------------------------------------- | ------------ |
| 1987      |                                                   | Der Schatz im Niemandsland                           | Hanna Saida Imhoff                                                     | 6 epizód     |
| 1988–1992 | Nyeregben vagyunk                                 | Fest im Sattel                                       | ismeretlen szerep                                                      | 11 epizód    |
| 1989      | A klinika                                         | Die Schwarzwaldklinik                                | Andrea Fuchs                                                           | 2 epizód     |
| 1989      |                                                   | Hessische Geschichten                                | Helga                                                                  | 1 epizód     |
| 1990      | Paradicsom Szálló                                 | Hotel Paradies                                       | Bea                                                                    | 2 epizód     |
| 1990      |                                                   | Pension Corona                                       | Viola Börner                                                           |              |
| 1991      |                                                   | Weißblaue Geschichten                                | Marion                                                                 | 1 epizód     |
| 1991      |                                                   | Marx & Coca-Cola                                     | Katrin Bärwald                                                         | 2 epizód     |
| 1991–1998 | Tetthely                                          | Tatort                                               | Silke Rupp / Susi / Anastasia                                          | 3 epizód     |
| 1992      |                                                   | Ein Heim für Tiere                                   | Almuth                                                                 | 1 epizód     |
| 1992      |                                                   | Glückliche Reise                                     | Cordula Folkers                                                        | 1 epizód     |
| 1992–2000 | Álomhajó                                          | Das Traumschiff                                      | Isabel Mack / Jessica Philipp / Karoline von Gerkhan / Sonja Brinkmann | 4 epizód     |
| 1993      |                                                   | Happy Holiday                                        | Karin 1                                                                | 1 epizód     |
| 1994      |                                                   | Die Weltings vom Hauptbahnhof - Scheidung auf Kölsch | Bettina Welting                                                        | 1 epizód     |
| 1995      | Légifuvarosok                                     | Air Albatros                                         | ismeretlen szerep                                                      | 1 epizód     |
| 1995      |                                                   | Ein unvergeßliches Wochenende                        | Trixi Momsen                                                           | 1 epizód     |
| 1995      |                                                   | Mordslust                                            | Hide Stoll                                                             | 1 epizód     |
| 1995      |                                                   | Inseln unter dem Wind                                | Mischa                                                                 | 5 epizód     |
| 1995–1999 | A vidéki doktor                                   | Der Landarzt                                         | Paula Huber                                                            | 26 epizód    |
| 1996      |                                                   | Die Drei                                             | Maria Banner                                                           | 1 epizód     |
| 1996      | A zsaruk királya                                  | Der König                                            | Alexa                                                                  | 1 epizód     |
| 1996      | Zsaruzsenik                                       | SK Babies                                            | Lina                                                                   | 1 epizód     |
| 1996      |                                                   | Wolkenstein                                          | Karin                                                                  | 1 epizód     |
| 1996      |                                                   | Die Männer vom K3                                    | Nadja Nikolaijevna                                                     | 1 epizód     |
| 1996–1997 | Széllovagok                                       | Gegen den Wind                                       | Julia Niehaus                                                          | 12 epizód    |
| 1997      | Derrick                                           | Derrick                                              | Anja Kajunke / Mandy Waldhaus                                          | 2 epizód     |
| 1998      |                                                   | SOKO München                                         | Marga                                                                  | 1 epizód     |
| 1998      |                                                   | Die Wache                                            | Irenka Cornetti                                                        | 1 epizód     |
| 1998      | Légizsaruk                                        | HeliCops - Einsatz über Berlin                       | Bettina Wagner                                                         | 1 epizód     |
| 1999      |                                                   | Schwarz greift ein                                   | Sabine Lehnbach                                                        | 1 epizód     |
| 2000      |                                                   | Geisterjäger John Sinclair                           | Isabel Gomez                                                           | 1 epizód     |
| 2003      | Cobra 12 – Az új csapat                           | Alarm für Cobra 11 - Einsatz für Team 2              | Tanja Hoffmann                                                         | 1 epizód     |
| 2003      |                                                   | Utta Danella                                         | Steffi Huber                                                           | 1 epizód     |
| 2004      |                                                   | Inga Lindström                                       | Monica Axelsson                                                        | 1 epizód     |
| 2005      |                                                   | Pfarrer Braun                                        | Postbotin Claudia                                                      | 1 epizód     |
| 1997–2005 | Der Alte                                          | Az ’Öreg’                                            |                                                                        | Sorozat      |
| 1997      | - Zwei Tote - wofür?                              |                                                      | Vanessa Cadenbach                                                      | Sorozat      |
| 1998      | - Tödliches Dreieck                               |                                                      | Jenny Kenat                                                            | Sorozat      |
| 1998      | - Tod eines Freundes                              |                                                      | Francis Freya                                                          | Sorozat      |
| 2000      | - Der Schatten des Todes                          |                                                      | Anita Kolberg                                                          | Sorozat      |
| 2001      | - Der Zeuge                                       |                                                      | Tina Freese                                                            | Sorozat      |
| 2003      | - Todfeinde                                       |                                                      | Ingrid Lenz                                                            | Sorozat      |
| 2004      | - Der Tangomord                                   |                                                      | Laura Weissenbach                                                      | Sorozat      |
| 2005      | - Mord hat seinen Preis                           |                                                      | Julia Costard                                                          | Sorozat      |
|           |                                                   |                                                      |                                                                        |              |
| 2006      | Das Traumhotel- Indien                            | Álomhotel- India                                     | Nadine                                                                 | Sorozat      |
|           |                                                   |                                                      |                                                                        |              |
| 2002–2006 | SOKO Leipzig                                      |                                                      |                                                                        | Sorozat      |
| 2002      | - Der Hellseher                                   |                                                      | Valeria                                                                | Sorozat      |
| 2006      | - Die verschwundene Leiche                        |                                                      | Tanja Biermann                                                         | Sorozat      |
|           |                                                   |                                                      |                                                                        |              |
| 2007      | Ein Fall für zwei- Vertrauenssache                | Két férfi, egy eset                                  | Anna Bossler                                                           | Sorozat      |
|           |                                                   |                                                      |                                                                        |              |
| 2002–2007 | Küstenwache                                       |                                                      |                                                                        | Sorozat      |
| 2002      | - Absturz in den Tod                              |                                                      | Christine Wandrey                                                      | Sorozat      |
| 2007      | - Die einzige Zeugin                              |                                                      | Julia Graf                                                             | Sorozat      |
|           |                                                   |                                                      |                                                                        |              |
| 2006–2008 | SOKO Kitzbühel                                    | Alpesi nyomozók                                      |                                                                        | Sorozat      |
| 2006      | - Der Lodenkönig                                  |                                                      | Manou König                                                            | Sorozat      |
| 2008      | - Intensivstation                                 |                                                      | Cécile Skuhra                                                          | Sorozat      |
|           |                                                   |                                                      |                                                                        |              |
| 1999–2008 | Siska                                             |                                                      |                                                                        | Sorozat      |
| 1999      | - Am seidenen Faden                               |                                                      | Silvia Gruber                                                          | Sorozat      |
| 2001      | - Hexe im Feuer                                   |                                                      | Eva Deichmann                                                          | Sorozat      |
| 2003      | - Feinde sind zum Sterben da                      |                                                      | Petra Bergholm                                                         | Sorozat      |
| 2004      | - Schlangengrube                                  |                                                      | Matilda Rehberg                                                        | Sorozat      |
| 2008      | - Schwer wie die Schuld                           |                                                      | Nadja Orth                                                             | Sorozat      |
| 2008      | - Seele im Nebel                                  |                                                      | Lilli Eicke                                                            | Sorozat      |
|           |                                                   |                                                      |                                                                        |              |
| 2009      | Kommissar LaBréa - Tod an der Bastille            |                                                      | Francine Dalzon                                                        | TV-film      |
|           |                                                   |                                                      |                                                                        |              |
| 2006–2009 | Die Rosenheim-Cops                                |                                                      |                                                                        | Sorozat      |
| 2006      | - Die verschwundene Leiche                        |                                                      | Tanja Biermann                                                         | Sorozat      |
| 2009      | - Drei Sterne und ein Todesfall                   |                                                      | Marianne Dohm                                                          | Sorozat      |
|           |                                                   |                                                      |                                                                        |              |
| 2009      | In aller Freundschaft- Gefühl und Entscheidung    |                                                      | Fredericke Reuter                                                      | Sorozat      |
|           |                                                   |                                                      |                                                                        |              |
| 2010      | Der Bergdoktor- Zerbrochene Hoffnung              | A hegyi doktor - Újra rendel                         | Katja Wagne                                                            | Sorozat      |
|           |                                                   |                                                      |                                                                        |              |
| 2008–2010 | Kreuzfahrt ins Glück                              | Álomhajó - Mézeshetek                                |                                                                        | Sorozat      |
| 2008      | - Hochzeitsreise nach Hawaii                      | - Mézeshetek Hawai-on                                | Sybille Krenz                                                          | Sorozat      |
| 2010      | - Hochzeitsreise nach Korfu                       | - Mézeshetek Korfun                                  | Evelyn Berger                                                          | Sorozat      |
|           |                                                   |                                                      |                                                                        |              |
| 2011      | Toni Costa: Kommissar auf Ibiza - Der rote Regen  |                                                      | Karen Delgado                                                          | TV-film      |
|           |                                                   |                                                      |                                                                        |              |
| 2013      | IK 1 - Touristen in Gefahr- Malaysia              |                                                      | Dr. Vera Schulte                                                       | Sorozat      |
|           |                                                   |                                                      |                                                                        |              |
| 2013      | Kripo Holstein - Mord und Meer- Bitteres Erwachen |                                                      | Fabienne Sedlatschek                                                   | Sorozat      |
|           |                                                   |                                                      |                                                                        |              |
| 2015      | Josephine Klick - Allein unter Cops- Pferde       |                                                      | Dorothea Reutersberg                                                   | Sorozat      |
|           |                                                   |                                                      |                                                                        |              |
| 2018      | Gezeichnet                                        |                                                      | Julia                                                                  | TV-film      |
|           |                                                   |                                                      |                                                                        |              |
| 2009–2019 | Cobra 11                                          | Cobra 11                                             | Kim Krüger                                                             | Sorozat      |